# 折原みか
折原 みか（おりはら みか、1983年11月28日 - ）は、日本の女性タレント、アイドル、レースクイーン、グラビアアイドル。身長154cm。血液型A型。千葉県野田市出身。

## 略歴
デビュー当時のキャッチフレーズは「木漏れ日の妖精」と認識されていたが、公式のものではなく、本人がBSフジの番組内において受けを狙って一度だけ自作披露したものであることを明らかにし、また、それが一般化したことに対し驚きを感じていることを示した。RKB毎日放送『九州青春銀行』などでは「日本一キャシャかわいい（華奢で、可愛いの意）」アイドルを自称している。
2003年、レースクイーンとなり、その容姿で人気を獲得する。スレンダーなボディだが、腹筋が割れるほど身体を鍛錬している。2007年「山崎かおり」名義（本名は山崎花織）で歌手デビューしたが、過去に同姓同名のAV女優が存在したという事情のため、アーティスト名が「山崎かおり（折原みか）」と表記されている。
麻雀が好きで雀荘に通うこともある。夕刊フジ杯等の麻雀大会にも出場した。将来の夢は「ハワイで雀荘をする」で、アメリカに麻雀を広める野望を持っている。
日本プロ麻雀連盟の和泉由希子とは家族ぐるみの親交がある。
ゲーム好きで、中でも『Dr.マリオ』が大得意。以前には近所の子供たちが折原のプレイを見に来るほどだったという。
2011年11月に一般人男性と結婚し、同時に妊娠していると2012年1月に一部新聞にて報道された。
その後、2児の母親となり、2015年10月、田中かおり、葉里真央、大久保麻衣と共に“三十路アイドルユニット”SOYBEANSを結成して芸能活動を再開した。グループでの呼び名は「おりりん」。

## 人物
動物では猫が好きだが、アレルギーのためペットとしては犬、出来れば「トイポメラニアン」を飼うことを希望していた。その後、ミニチュアダックスフントを飼う。名前は「チョコ」。
食べ物ではチーズ、特にカマンベールチーズ、チェダーチーズが大好物である。ハンバーガーには必ずチーズを入れる、あるいは入れさせるくらいチーズ好きである。飲み物ではミルク入りの紅茶、コーヒーならホットでカフェ・オ・レまたはブラックを好む。コーラはコカ・コーラ ゼロ等のいわゆるカロリーオフ系に属するものは飲むことができない。アルコール類ではフルボディの赤ワイン、カクテルならレッド・アイを好む。ただ、シャンディ・ガフは飲めない。
エピソード
ドラマ『北の国から』の黒板五郎（田中邦衛）のものまねをするが、実は同ドラマのストーリーなど詳細を把握しておらず、「五郎」という人物設定が明後日の方向に行ってしまうため、“オチ”が存在しないことが多い。フジテレビ『本能のハイキック!』でも試みたところ、司会の加藤浩次に足蹴にされ、号泣してしまう結果となった。
中川翔子が2009年6月30日に1日のブログ更新数231回を達したことに対抗し、「折原みかのアバンギャル道」で232回の更新にチャレンジした。7月3日に開始された更新は141回に上るが、結局中川の記録を上回ることはなかった。折原は途中で計5時間ほど睡眠を取ったのが敗因ではないかと述べている。
テレビ東京『ゴッドタン』の企画「M女オーディション」で、審査員の激しい下ネタ突っ込みに対し怯むことなく応対したが、質問の内容が余りにも下品なために本編ではオールカットされた。後に未公開集にて一部放送されたが、出演者からは「この内容ではDVDにも出来ない」との発言。折原自身によると、『GyaOジョッキー』でのエレキコミックからの突っ込みに比べたらまだ物足りないと感じていたとのこと。
そのGyaOジョッキーの内包番組『エレキコミックと折原みかのガツガツホームラン』2009年8月11日放送分では、カオポイント相手にモテ検定で全く当たらなかったことに対して「私は外見が大丈夫なんで」と発言し、番組内の流行語となった。折原は同番組で「おわドル」（終わらせるアイドル）と呼ばれていた。元々は前番組の『エレキコミックのわらブロジョッキー』に「てこドル」（てこ入れするアイドル）として参加したのだが、掲載された雑誌が休刊することが判明すると「おわドル」に変わった。それ以来、折原が関わったものが終了することが多くなり、番組内で恐れられた。その『わらブロジョッキー』も現在では既に終了しており、『ガツガツホームラン』も2009年8月をもって終了した。
TBSラジオ『木曜JUNK ZERO ケンドーコバヤシのテメオコ』2009年10月1日放送分出演時に、「ほしのあきさんと熊田曜子さんはそろそろグラビアを引退して欲しい。殿堂入りということで」と述べた。同年12月30日放送分出演時には、同じくゲスト出演者でグラビアファンのムーディ勝山に「ほしのさん、熊田さんが引退しても今は（ファッション）モデルが水着を着てグラビアをやっている。それが凄くスタイルが良くてエロい。モデルがグラビアをやりだしたら、もう折原さんは要らないかも知れない。」と意見されるが、折原は「モデルはスタイルが良すぎて逆に萌えないという内容の記事を東スポで読んだことがある」と反論した。この発言を受けてパーソナリティのケンドーコバヤシが「じゃあグラドルはスタイルが悪いということ?」と尋ねると、折原は「グラドルは素人以上モデル未満の集まり。巨乳部門という一面があると思う」とグラドルの立ち位置を明らかにしている。
秋山莉奈、福留佑子とともに「美尻三姉妹」と称されたことがある。しかし、秋山が「オシリーナ」としてブレイクし、自身が美尻グラドルとして取り上げられることが減ったと不満を述べている。折原は秋山のブレークを「（秋山が）1人で暴走した」と表現している。

## 作品

### CD（DVD付き）
- ETERNAL 〜君へのキモチ〜（2007年1月26日、FARM RECORDS） - 山崎かおり名義。
- おりりん★トランス 〜ハートフルvoice〜（2007年7月11日、GIRLS' PARTY）
- 恋のハッピーアイスクリーム（2007年12月19日、クライムミュージックエンターテインメント）
- キスしてほしい（2008年5月21日、フォーサイド・ドット・コム）
- 風 〜本当はつよくないぼくの詩〜（2009年3月18日、インディーズレーベル） - 『Let's Go! Avant Garde （レッツゴー!アバンギャルド）:momo』同時収録。
- GYPCYQEEN/soybeens（2016年3月23日、タワーレコード） - 東京MX東京オーディションテーマソング

### DVD
- M（2002年10月10日、ベガファクトリー） - EAN 4528703100347。
- Maple（2004年7月23日、エッジ） - EAN 4562116691504。
- おりりんハート（2006年4月24日、竹書房） - EAN 4985914410397。
- 折姫（2006年6月23日、ケングルーヴ） - EAN 4539373009847。
- おりりんスイート（2006年9月22日、マーレ） - EAN 4580109400964。
- 愛しくて（2007年1月20日、ラインコミュニケーションズ） - EAN 4529971402461。
- Love Potion（2007年4月27日、ビデオメーカー） - EAN 4571152115219。
- おりりんキュート（2007年8月25日、Air Control） - EAN 4944946305668。
- おりりんモンロー（2007年11月24日、竹書房） - EAN 4985914411547。
- おりりんダイヤル（2008年8月22日、フォーサイド・ドット・コム） - EAN 4560161570157。
- 折原みか ボクのおりこ（2008年11月20日、ラインコミュニケーションズ） - EAN 4529971403444。
- おりみか 折原みか/エアーコントロール（2009年1月25日、Air Control） - EAN 9784860846848。
- おりりん☆レボリューション （2009年8月26日、イーネット・フロンティア） - EAN 4560161572786。
- Lovely Face 折原みか（2009年11月25日、Air Control） - EAN 4538806018784。
- おりりんラブ（2010年2月20日、ラインコミュニケーションズ） - EAN 4529971404076。
- 折原みか SWINUTION（2010年5月22日、イーネット・フロンティア） - EAN 4949726610109。
- 折原みか 艶りん（2010年8月16日、アースゲート） - EAN 4560384370428。
- まいみか（2010年12月25日、エアーコントロール） - EAN 4538806019415。
- 秘めみか（2011年3月20日、 ラインコミュニケーションズ） - EAN 4529971404601。
- Olive（2011年6月22日、イーネット・フロンティア） - EAN 4571369477445。
- せつなの恋人（2011年9月16日、メディアブランド） - EAN 4547770010694。
- おりりんマニアック（2011年12月22日、トリコ） - EAN 4949726302028。

単独出演以外
- 平成女学園 テニス部体験合宿編（2001年2月20日、ソフト・オン・デマンド）
- 平成女学園 水泳部体験合宿編（2001年2月20日、ソフト・オン・デマンド）
- トリプル♪Get you LOVE （2003年6月25日、コム・アライアンス）
- C-Girls vol.1 （2003年12月25日、イーネット・フロンティア） - 古谷沙織と共演。
- Over Knight RENA Stage 2 （2004年7月23日、カムイ（旧エッジ）） - 特撮オリジナルビデオ。
- ENDLESS 2004 （2004年9月15日、ポニーキャニオン） - ENDLESSレースクイーンの一員として出演。
- 平成武士道 派遣ザムライ（2006年6月22日、ビデオメーカー）
- ツインエンジェル（2006年6月30日、avexnet VISUAL） - 浜田翔子との共演作。
- アバンギャルズ! （2008年7月25日、竹書房） - 藤崎奈々子、山川恵里佳、眞鍋かをり、小倉優子との共演作。
- 東大を出たけれど 麻雀に憑かれた男（2011年、アムモ98）- OV。奥村恵 役。

## 出演

### テレビドラマ
- のぞき屋（2007年4月9日放送、テレビ東京） - 松原ユウキ 役。

### その他のテレビ番組
- 鈴木あみのアイドルダウンロードショー（2000年12月 - 2001年3月、BSフジ）
- グラビアの美少女（2001年、MONDO21）
- アイドルアイランド（2001年10月 - 2002年3月、BSフジ）
- 明石家ウケんねん物語（フジテレビ）
- デジ屋台（TBS）
- ジャングルTV 〜タモリの法則〜（毎日放送）
- GameWave （テレビ東京）
- 本能のハイキック! （フジテレビ）
- 秋葉な連中（テレビ東京）
- 秋葉☆りむじん（テレビ東京）
- みごろ!たべごろ!ナントカカントカ（テレビ朝日）
- 夢情報〜夢野家の人々（テレビ朝日）
- 情報新惑星（2005年3月19日・20日、BS日テレ）
- 森田一義アワー 笑っていいとも! （2005年8月30日、フジテレビ）
- 創造市場（2006年2月23日・3月2日、テレビ朝日）
- 天使らんまん（2007年2月14日、毎日放送）
- ラジかるッ（2007年10月 - 2009年3月、日本テレビ） - 金曜レギュラー。
- どハッスル!! （2007年10月 - 2008年3月、テレビ東京）
- 九州青春銀行（不明 - 2009年3月、RKB毎日放送）
- Goro's Bar （2008年3月13日、TBS） - 同じ事務所に所属する眞鍋かをり、浜田翔子らとともにゲスト出演。
- 悩殺×女神 #104・#121・#149・#180 （2008年11月 - 不定期出演、MONDO21）
- ゴッドタン 未公開集-M女オーディション（2009年7月8日、テレビ東京）
- ドライブ A GO!GO! （2010年2月7日、テレビ東京）
- 美女と麻雀 #1 （2010年4月15日、フジテレビNEXT）
- アリケン（2010年5月15日、テレビ東京）
- ラブリー♥パブリーSS （2010年7月 - 2011年11月、中京テレビ） - 厳密には『ラブリー♥パブリーII』の最終回から出演。
- 踊る!さんま御殿!! （2011年5月10日、日本テレビ）
- 裸の少年（2020年3月14日、テレビ朝日） - 「見破れ!!うそつき3（さん）」クイズの出題者として出演。

### 映画
- ガラスのヒール レースクイーンの女神たち THE MOVIE（2006年、マジカル）
- 草食系男子。（2010年、Jolly Roger）

### オリジナルビデオ
- むこうぶち6 高レート裏麻雀列伝 女衒打ち（2009年）

### ラジオ
- アイドル美少女FILE 「アイドルパーティー」（有線放送）
- ケンドーコバヤシのキミナグ（2007年10月 - 2008年3月、TBSラジオ）

### CM
- CRぱちんこアバンギャルド（2008年、京楽産業.）
- 大塚ビバレッジ　十萌茶
- 年末ジャンボ宝くじ
- アートネイチャー
- 京楽株式会社CRアバンギャルド
- サイトセブンTV
- rooters〜あなたは今日ここで恋をする編〜
- ELECOM〜大切な思い出をあなたと編〜

### Podcast
- ケンドーコバヤシのキミナグ 折原みかの企画工場

### ネット配信
- アバンギャル道（2006年1月 - 2009年4月、あっ!とおどろく放送局）
- 折原みかのアバンギャル道（2009年5月 - 2010年7月、あっ!とおどろく放送局）
- GyaOジョッキー エレキコミックのわらブロジョッキー（2008年1月 - 2008年6月、GyaO）
- GyaOジョッキー エレキコミックと折原みかのガツガツホームラン（2008年7月 - 2009年8月、GyaO）
- あっ!と生忘年会2009 （2009年12月22日、あっ!とおどろく放送局）
- 折原みかのアバンギャル道2 （2010年10月 - 不明、あっ!とおどろく放送局）
- シグナルトークPresents めざせ!アイドル最強雀士!! 〜オンライン麻雀ゲーム「Maru-Jan」 BATTLE〜（2010年12月28日、あっ!とおどろく放送局）
- アイドルがイッパイ（ドワンゴ・スターゲートネットワーク）

### テレビ電話動画配信
- テレビ電話専用回線 - NTTドコモとソフトバンクモバイルのテレビ通話が可能な携帯電話のみ。

### レースクイーン
- 2003年 リニューカー・インターリンク クイーン（全日本GT選手権）
- 2004年 エンドレスレディ（全日本GT選手権、スーパー耐久）

## 書籍

### 写真集
- おりりんハート（2006年3月24日、竹書房、撮影：西條彰仁、ISBN 4812426383）
- おりりんSWEET（2006年8月31日、アクアハウス、撮影：小塚毅之、ISBN 486046107X）
- おりりんの庭（2007年11月24日、竹書房、撮影：小塚毅之、ISBN 9784812433195）
- ネイキッドスタイル(サブラDVDムック)（2009年3月6日、小学館、撮影：矢西誠二、ISBN 9784091030696）
- アバンギャルズ!（2008年7月16日、竹書房、ISBN 9784812433614） - 共演：眞鍋かをり、藤崎奈々子、小倉優子、山川恵理佳、浜田翔子、北村ひとみ、海川ひとみ、井尚美。

### カレンダー
- 折原みか 2008年カレンダー（2007年10月6日、トライエックス）
- 折原みか 2009カレンダー（2008年12月1日、トライエックス）